# Cathédrale du Sacré-Cœur de Mandalay
Pour les articles homonymes, voir Cathédrale du Sacré-Cœur.
La cathédrale du Sacré-Cœur est la cathédrale catholique de la ville de Mandalay au centre de la Birmanie, et la deuxième plus grande ville du pays. Elle est située à la 81e rue, entre la 25e et la 26e rue.
La cathédrale a été consacrée le 8 décembre 1890 par Mgr Pierre-Ferdinand Simon MEP (1855-1893) qui la fit construire entre 1888 et 1890. Il était à l'époque vicaire apostolique de la Birmanie-Septentrionale (aujourd'hui archidiocèse de Mandalay), tenue par les Missions étrangères de Paris.
La cathédrale néo-gothique, dédiée au Sacré-Cœur de Jésus, est le siège de l'archidiocèse de Mandalay. L'intérieur est décoré en bleu et en blanc. 
Des messes en birman sont célébrées tous les jours et parfois en anglais le vendredi et le samedi soir (pour la messe anticipée du dimanche). Une petite chapelle en dehors est dédiée à Jésus.